# Blažejov
Blažejov (deutsch Blauenschlag) ist eine Gemeinde in Tschechien mit ca. 420 Einwohnern. Sie liegt sieben Kilometer östlich von Jindřichův Hradec (Neuhaus) und gehört zum Okres Jindřichův Hradec (Bezirk Neuhaus).

## Geographie

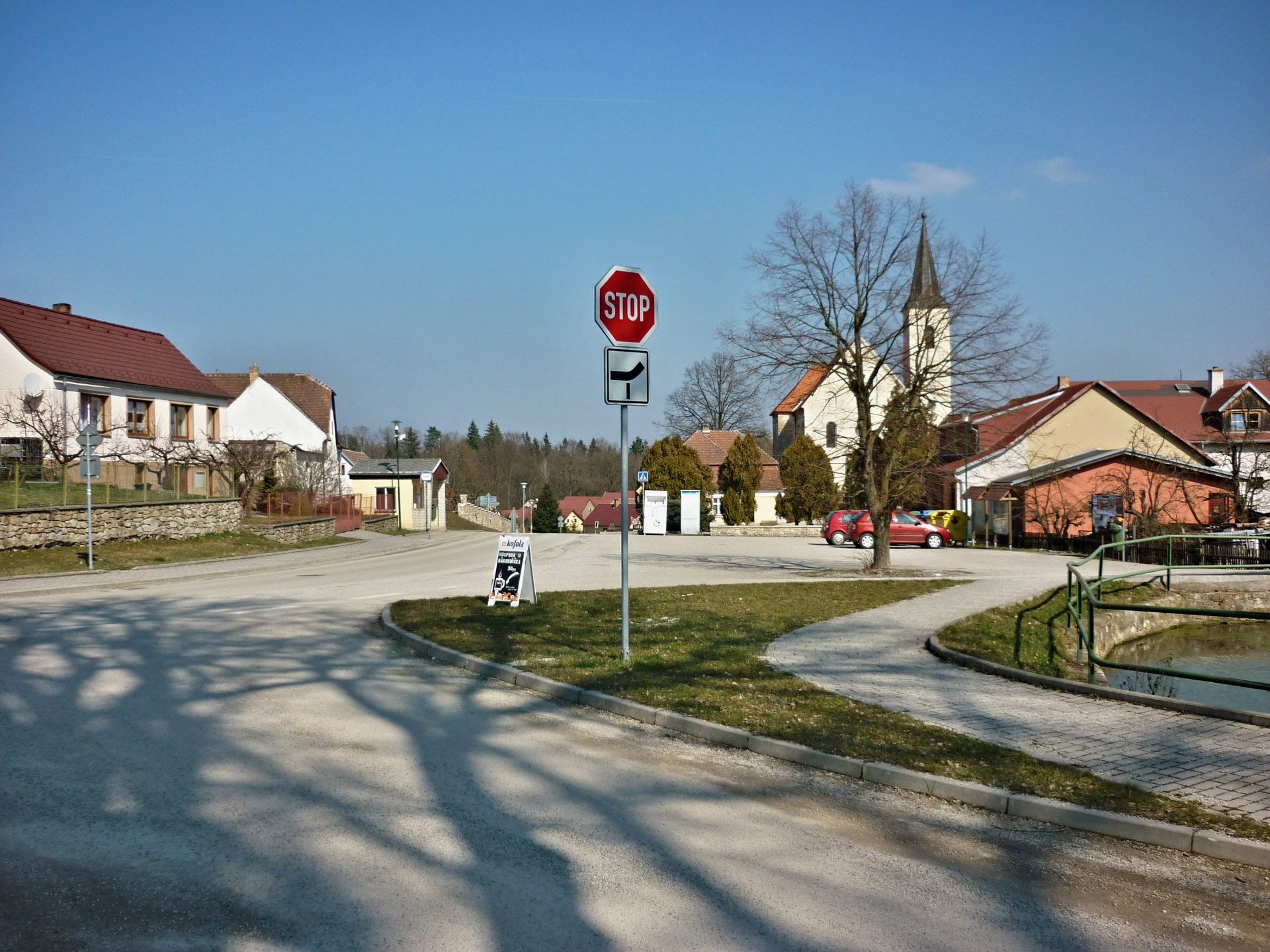
Blažejov – Dorfplatz

Das Haufendorf Blažejov befindet sich linksseitig des Hamerský potok im Westen der Javořická vrchovina in einer hügeligen Teichlandschaft des Naturparkes Česká Kanada. Östlich liegt der 76 ha große Ratmírovský rybník (Kleinrammerschläger Teich) und im Südosten mit dem Krvavý rybník (Rothwehrteich) ein weiterer großer Teich. Nach Westen bildet der Hamerský potok das romantische Jindřišské údolí über dem nördlich von Blažejov die Reste der Burg Vítkův Hrádek zu finden sind. Durch den Ort führt die Schmalspurbahnstrecke Jindřichův Hradec–Nová Bystřice (Neuhaus-Neubistritz).
Nachbarorte sind Dvoreček im Norden, Oldřiš im Nordosten, Malý Ratmírov im Osten, Člunek (Hosterschlag) im Südosten, Hospříz (Köpferschlag) im Süden, Otín (Ottenschlag) im Südosten, Jindřiš im Osten sowie Rodvínov (Riedweis) im Nordosten.

## Geschichte
Wahrscheinlich entstand der Ort in der Mitte des 13. Jahrhunderts, als die Herren von Neuhaus deutsche Kolonisten zur Besiedlung der Wälder ihrer Herrschaft ins Land riefen. Die bis 1945 gesprochene Ui-Mundart (nordbairisch) mit ihren speziellen bairischen Kennwörtern, weist auf eine Besiedlung durch bairische deutsche Stämme aus dem oberpfälzischen Raum hin. In einer Urkunde Witikos von Neuhaus von 1255 sind die Namen seiner Höflinge Blažej, Ratmír und Mutin überliefert, die anscheinlich die Namensgeber der neu gegründeten Dörfer waren. Erstmals urkundlich erwähnt wurde Blazieiow im Jahre 1359 im Zuge des Fortgangs des Pfarrers nach Baumgarten. Die nächste Erwähnung von Blaschenschlag findet sich in einer päpstlichen Zehntliste des Dekanats Chýnov. 1360 wurde der Ort als Blasenslag (Rodung des Blasius), 1752 als Plohaslag und 1790 als Blanaschlag bezeichnet. Im 19. Jahrhundert formte sich daraus die Ortsbezeichnung Blauenschlag.
Während des Dreißigjährigen Krieges wurde Blauenschlag von schwedischen Truppen besetzt, welche die Burg abermals zerstörten. Die Matriken des Ortes werden seit 1701 geführt. Bis zur Aufhebung der Patrimonialherrschaften im Jahre 1850 war das Dorf Teil der Herrschaft Neuhaus. Im Jahre 1863 wurde eine zweiklassige Schule im Ort errichtet. Der größte Teil der Einwohner von Blauenschlag lebte von der Forst-, Vieh- und Landwirtschaft. Neben Kleingewerbe gab es noch eine Leinöl-Mühle, eine Dampfmolkerei und eine Brennerei.
Nach dem Ersten Weltkrieg beanspruchte die Tschechoslowakei die deutschsprachigen Gebiete Böhmens, Mährens und Schlesiens für sich, die seit Ende 1918 als Deutschösterreich galten. Der Vertrag von St. Germain sprach die strittigen Territorien gegen den Willen der dortigen deutschen Bevölkerung der Tschechoslowakei zu. Damit fiel auch die südmährische Ortschaft Blauenschlag, deren Bewohner 1910 zu 83,6 % zur deutschen Sprachgruppe zählten, an den neuen Staat. Maßnahmen folgten wie die Bodenreform und die Sprachenverordnung. Dadurch kam es durch Siedler und neu besetzte Beamtenposten zu einem massiven Zuzug von Personen tschechischer Nationalität. Aufgrund dessen wurden eine tschechische Minderheitenschule im Ort errichtet. Im Jahre 1925 wurde der Ort elektrifiziert. 1929 fand man ein Hockergrab im Ortsgebiet. Nach dem Münchner Abkommen wurde Blauenschlag zum 1. Oktober 1938 ein Teil des deutschen Reichsgaus Niederdonau.
Nach dem Ende des Zweiten Weltkrieges am 8. Mai 1945, der elf Opfer unter den Ortsbewohnern forderte, kam die Gemeinde wieder zur Tschechoslowakischen Republik zurück. Am 30. Mai 1945 wurde Blauenschlag, zeitgleich mit den umliegenden Orten, von Tschechen besetzt. Sie nahmen drei Männer als Geiseln und vertrieben anschließend die Ortsbevölkerung und zuletzt die Geiseln über die Grenze nach Österreich. Aufgrund des Beneš-Dekretes 108 wurde ihr Vermögen konfisziert und unter staatliche Verwaltung gestellt.

## Bevölkerungsentwicklung
| Volkszählung | Häuser | Einwohner | Volkszugehörigkeit der Einwohner | Volkszugehörigkeit der Einwohner | Volkszugehörigkeit der Einwohner |
| Jahr         | Häuser | insgesamt | Deutsche                         | Tschechen                        | andere                           |
| 1880         | 38     | 211       | 211                              | -                                | -                                |
| 1890         | 33     | 230       | 183                              | 47                               | -                                |
| 1900         | 34     | 218       | 191                              | 27                               | -                                |
| 1910         | 35     | 202       | 169                              | 30                               | 3                                |
| 1921         | 38     | 221       | 136                              | 76                               | 9                                |
| 1930         | 39     | 224       | 143                              | 75                               | 6                                |

## Wappen und Siegel

Flagge der Gemeinde Blažejov seit 2005

Die Gemeinde hat bis 2005 kein Wappen geführt. Spätestens im 18. Jahrhundert dürfte Blauenschlag ein Siegel besessen haben. Nach 1848 hat der Ort mit Sicherheit ein eigenes Ortssiegel.
Am 15. November 2005 wurden der Gemeinde Wappen und Flagge verliehen:
| Wappen von Blažejov | Blasonierung: „In Blau aus einem silbernen Baumstumpf wachsend 5 goldene Blumen mit grünen Stielen.“                                                |
| Wappen von Blažejov | Wappenbegründung: Die fünf Blumen stehen für die fünf Ortsteile der Gemeinde. Wappen und Flagge wurden der Gemeinde am 15. November 2005 verliehen. |

## Gemeindegliederung
Die Gemeinde Blažejov besteht aus den Ortsteilen Blažejov (Blauenschlag), Dvoreček (Höflings), Malý Ratmírov (Klein Rammerschlag), Mutyněves (Muttaschlag) und Oldřiš (Ulrichschlag), die zugleich auch Katastralbezirke bilden.

## Sehenswürdigkeiten
- Reste der gotischen Burg Vítkův Hrádek (Veitschlössel, auch Pittenhäusel) über dem Tal des Hamerský potok
- Kirche der Hl. Elisabeth, errichtet in der 2. Hälfte des 13. Jahrhunderts

## Brauchtum
- Zu Weihnachten schneidet der Hausherr von einem Laib Weißbrot so viele größere Schnitten ab, als Tiere im Stall stehen, darauf legt er je eine Schnitte Thomasstriezel, einen Apfel und eine Nuss. Nun bekommt jedes Tier eine solche Schnitte, was es vor Seuchen und Unfällen bewahren soll.
- Ebenso werden in dieser Zeit einige Schüsse aus einer alten Vorderladerpistole abgefeuert, um böse Geister und Hauskobolde zu vertreiben.
- Die Kirchenweihe war am Sonntag nach dem 19. November.